# Tanout
Tanout – miasto w południowym Nigrze, w regionie Zinder, w departamencie Tanout, którego jest stolicą. Według danych szacunkowych na rok 2013 liczy 18 844 mieszkańców.